# Déri Frigyes
Déri Frigyes, Deutsch (Bács, 1852. december 10. – Bécs, 1924. október 27.) gyáros, műgyűjtő, a debreceni Déri Múzeum névadója. Testvérei Déry Júlia írónő, Déri Kálmán festőművész és Déri Miksa mérnök, feltaláló.

## Élete
Apja Déri Károly (Deutsch Mór) bácskai földbirtokos és kereskedő volt, aki előbb Bajára, majd 1873-ban családjával Bécsbe költözött. Frigyes ott kereskedelmi érettségit tett, majd 1877 körül több selyemgyárat alapított. 1882-ben házasságot kötött Brix Lujzával, de frigyük gyermektelen maradt. Ugyanezen évben kikeresztelkedett és felvette a Déri családnevet, akárcsak testvérei az 1880-as években. Jövedelmét értékes könyvtárra és műgyűjteményre fordította. Gyűjteményét bécsi lakásában és stájerországi vadászkastélyában helyezte el és felesége 1910-es halála után múzeummá kezdte szervezni. 1916-ban megvásárolta Baján a ferencesek 5 holdas parkját, és ott közművelődési könyvtárat állított fel. A parkot később a városnak ajándékozta és jelenleg az ő nevét őrzi Déri-kert néven. 1919-ben 50 000 darabból álló és 10 millió aranykoronát meghaladó értékű régészeti, képzőművészeti, numizmatikai, könyv- és kéziratgyűjteményét felajánlotta a magyar államnak, 1920-ban pedig Debrecen városának adományozta (eredetileg Bajának szerette volna). Ezen nemes tetteiért kormányfőtanácsosi címet kapott, illetve Debrecen díszpolgárává választották. A múzeum új épületére szánt hatalmas felajánlásának gyors elértéktelenedése és végrendelkezés nélküli váratlan halála miatt, nem érhette meg annak elkészültét. A bécsi Zentralfriedhofban nyugszik. A műkincsek befogadására 1928-ban készült el a róla elnevezett múzeum főépülete.

## Emléke
- Debrecenben a róla elnevezett múzeum
- Baján mellszobor a róla elnevezett Déri-kertben